# Coccocypselum hispidulum
Coccocypselum hispidulum là một loài thực vật có hoa trong họ Thiến thảo. Loài này được (Standl.) Standl. mô tả khoa học đầu tiên năm 1929.